# Racing Club Luxemburg
El Racing Club Luxembourg va ser un equip de futbol de Luxemburg que alguna vegada va militar en la Lliga luxemburguesa de futbol, la lliga de futbol més important del país.

## Història
Va ser fundat l'any 1909 a la ciutat de Luxemburg i va ser un dels equips fundadors de la Divisió Nationale en aquest any.
Va ser el primer campió del futbol de Luxemburg després de vèncer a la final l'US Hollerich Bonnevoie 2-1, però per a mala fortuna del club, va serl'únic títol que van guanyar en la seva història.
El club va ser un dels més consistents del país a la màxima categoria fins a 1923 quan van decidir fusionar-se amb el Sporting Club Luxemburg per crear el Cercle Athlétique Spora Luxemburg.

## Palmarès
- Lliga luxemburguesa de futbol:[3]
  - 1910
- Copa luxemburguesa de futbol[4]
  - 1922